# Cigány népcsoportok

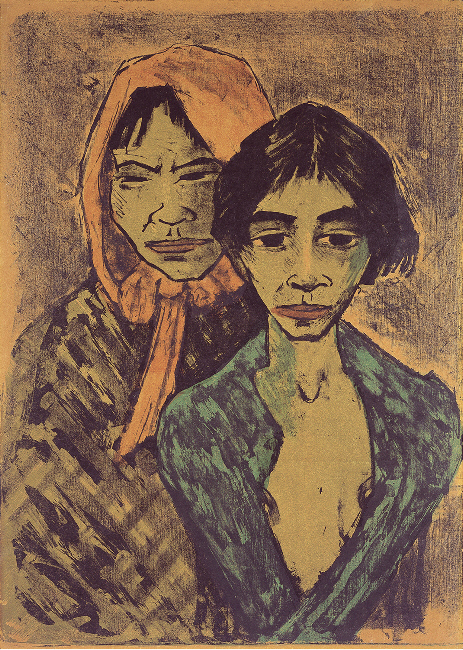
Illusztráció: Két cigány nő (1926-27)
Otto Mueller cigány festőművész litográfiája

A cigány népcsoportok az egész világon szétszóródott, egymással rokon indiai származású népek, népcsoportok, diaszpórák, akik magukat cigánynak vagy romának tekintik, és egymást is kölcsönösen cigánynak, romának ismerik el. A cigány elnevezés a görög ατσιγανος (atsziganosz), a hindu asprisják vagy páriák szavakra vezethető vissza, amelynek egykori jelentése „érinthetetlen” volt. Nem sorolandók ide azok a csoportok, amelyeket nem cigány környezetük – kellő ismeret hiányában, tévesen – cigánynak tart, de sem önmagukat nem tekintik cigánynak, sem más cigány csoportok nem tekintik őket annak (pl. yenis, Irish travellers, Scottish travellers stb.); szintén nem cigányok a latin-amerikai meszticek, akikre bőrszínük és hasonló vonásaik miatt – műveletlenségből, vagy csupán pejoratív értelemben – gyakran használják ezt az általánosítást.
A szócikk cigány kifejezései a nemzetközi cigány ábécé szerint íródtak.

## A „népcsoport” mint kategória
A cigányság esetében a népcsoportok definiálásának nincs egy egységesen kialakult kritériumrendszere. Nemcsak az egyes konkrét népcsoportok besorolása, hanem a népcsoportnak mint kategóriának meghatározása is az éppen aktuális, egymástól eltérő szempontok függvénye. Amikor a világ cigány népcsoportjait számba vesszük, akkor tulajdonképpen a világ eltérő kultúráinak, nyelveinek, társadalmainak, tudományos- és közgondolkodásainak különböző szerkezetek mentén kialakult fogalomhálóit kell egymással összevetnünk.

### A „népcsoport” kategória kritériumai

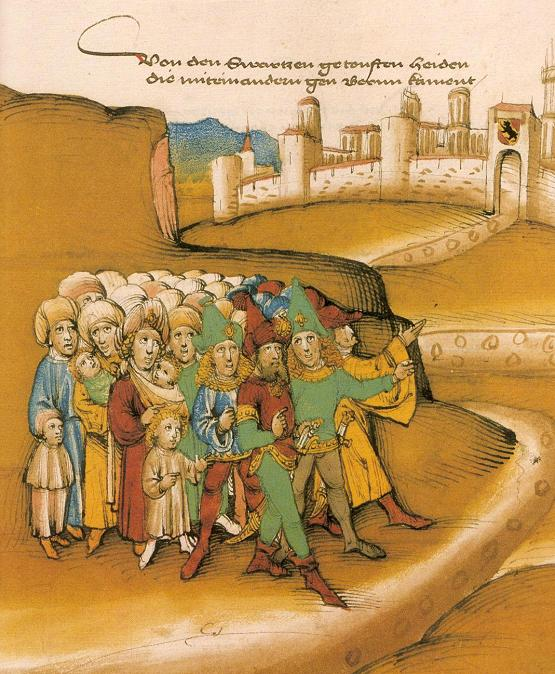
Cigány csoport Bern falainál, 1485

A következő kritériumok inkább tendencia-szerűen mintsem merev kategóriaként jelentkeznek a „népcsoport" mint fogalom definiálásakor:
- Közös csoporttudat, melyet a közösség minden tagja egyöntetűen vall. Ez alapján különbözteti meg magát mind a nem-cigányoktól, mind a többi cigány csoporttól.
- Beleszületettség: a születés határozza meg, hogy az egyén mely cigány népcsoport tagja. Ritkán, de előfordul, hogy valaki más közösségből kerül a közösségbe, ilyenkor az illető identitást vált, teljes mértékben asszimilálódva új környezetéhez – és teljes mértékben szakítva az előzővel – válhat csak teljes értékű tagjává a közösségnek.
- Az endogámia a csoport tagjaira nézve kötelező. Ahol a házasodási kör módosul – akár szűkül, akár tágul – ez törvényszerűen módosítja az adott népcsoporthoz tartozók körét is.
- A házasodáshoz hasonlóan korlátozott az egyéb – nem üzletszerű – személyes kapcsolatok köre: baráti kapcsolatok csak népcsoporton belül ápolhatók, illetve másképp megközelítve a kölcsönös baráti kapcsolatok rendszere kijelöli a csoport határait.
- Kölcsönös szolidaritási kötelezettség vonatkozik mindenkire a csoporton belül.
- Azonos nyelvhasználat. Romani nyelv esetében egy dialektus alcsoportokra való differenciálódása, vagy több nyelvjárás összeolvadása az érintett csoportok szétválásával illetve összeolvadásával párhuzamosan történő jelenség. A csoport minden tagjának más (nem cigány) nyelvekre vonatkoztatva is azonosak a nyelvismereti-nyelvhasználati paraméterei.
- Azonos életmód és kenyérkereset. A csoport minden tagja ugyanolyan mértékben és módon vándorló vagy éppen letelepedett, továbbá azonosak egyrészt nem csak a hagyományos mesterségek, hanem a mai pénzkereseti formák, és a tágabb értelmű életvezetési stratégiák is.
- Azonos kulturális és társadalmi normák a csoporton belül, melyek az élet egész területét átszövik.

### A „népcsoport” mint kategória relatív jellege
A „népcsoport” mint fogalom több tényező miatt is meglehetősen viszonylagos.
- A cigányság népcsoportokba történő sorolása párhuzamosan több szempontrendszer szerint történik. Néhány gyakori szempont például nyelvjárás szerinti, lakóhely szerinti, mesterség szerinti és életmód szerinti besorolások. Ugyancsak más szempontokat jelent a cigányság saját elnevezéseinek, illetve a nem cigány környezet, vagy éppenséggel a tudomány által alkotott elnevezések rendszere.
- A cigányság diaszpórikus jellegéből kifolyóan egy népcsoport nagy földrajzi területen szétszórva él, ugyanakkor szűkebb területen több népcsoporthoz tartozó közösség él egymás közelében. Ez tovább relativizálja népcsoportok kategóriáját. Például khelderaš csoportok élnek Oroszországban és Románia területén, de ezeknek a csoportoknak már régóta semmilyen kapcsolatuk nincs egymással, a nevük azonban még közös. Ugyanakkor egy másik csoport a Balkán egyes részein ursar más részein pedig mečkar néven ismert, és maga a csoport is ennek megfelelően határozza meg önmagát, holott gyakorlatilag a két csoport az elnevezést leszámítva azonosnak tekinthető.
- Több népcsoport azonos elnevezésével is találkozunk. Az arab eredetű gurbet/kurbet kifejezés 'vándorlót', 'csavargót' jelent, és Irántól Boszniáig több jelentős cigány népcsoportot neveznek így, melyek egy része semmilyen közelebbi kapcsolatban nem áll egymással.
- Nem egyszer egy csoportnak több elnevezése is él párhuzamosan. A magukat magyarcigánynak nevező csoportnak közismert a romani nyelvű romungro megnevezése, de ugyanakkor a csoport mint muzsikus is ismert. Ez utóbbi kifejezést hagyományosan nagy előszeretettel alkalmazták magukra nézve azok a romungro csoportok is, melyek gyakorlatilag nem foglalkoztak zenéléssel.
- A csoportelnevezések között lehetnek átfedések. Például a magyarcigányok erdélyi közösségeire elsősorban nem magyarcigány/romungro/muzsikus kifejezések használatosak, hanem a vatrás cigány vagy kheretuno rom. A kifejezések jelentése 'tűzhelyes' illetve 'házas' cigány, mely a letelepedett életmódra utal. Ugyanakkor a vatrás/kheretuno csoportba bele tartoznak a magyarul nem tudó, letelepedett románcigányok is Románia egész területén.

### A népcsoportok mobil jellege

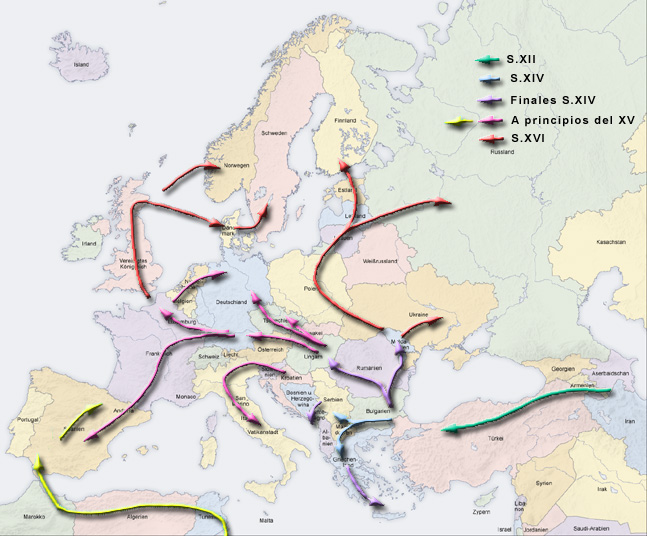
A cigányok európai vándorlásai a 13-16. század között

A népcsoport mint fogalom fentebb tárgyalt viszonylagossága mellett maguk a konkrét cigány csoportok is folyamatosan változnak, módosítva ezzel a fogalmi struktúrát is. Ez részben összefüggésben áll a nagyfokú migrációval, mely a cigányságra az indiai kivándorlás óta gyakorlatilag folyamatosan jellemző.
- Népcsoportok összeolvadására példa a horvátországi és szlovéniai cigányok esete. Ezek a csoportok eredeti hazájukban, az egykori Jugoszláviában nem álltak kapcsolatban egymással. Új hazájukban, Olaszországban a vegyes házasságok megjelenésével és elfogadottá válásával a két csoport már nem tesz különbséget egymás között, és a többi cigány csoporttól közösen különböztetik meg magukat.
- Más esetben nem konkrét összeolvadásról, hanem egyfajta feloldódásról lehet beszélni. A Balkán több pontján megfigyelhető, hogy egyes cigány közösségek már nem tartják számon alcsoportjukat, hanem általában csak romának/cigánynak vallják magukat. A fennálló vallási, nyelvjárásbéli és egyéb különbségeket ugyan ismerik és elismerik, de nem tartják jelentősnek, sőt inkább bagatellizálják őket. A jelenséggel párhuzamosan ezeknél a közösségeknél megfigyelhető egyfajta spontán nyelvi sztenderdizációs folyamat is.
- Szétválásra egy példa a mačvaja csoport. Ők eredetileg szerbiai oláhcigányok egy csoportja, akik az USA-ba telepedtek át. Jelenleg már egy önálló csoportot alkotnak, nincs kapcsolatuk sem eredeti, sem új hazájuk többi oláhcigány közösségeivel. Nevük eredeti lakhelyükre, Mačva városára utal.
- Más típusú kiválásra példa az erdélyi Gábor-cigányoké. Ők eredetileg khelderašok voltak, de különböző társadalmi-gazdasági folyamatok hatására fokozatosan kiváltak közülük, ma már gyakorlatilag csak saját köreiken belül házasodnak, és magukat nem khelderašként hanem Gáborcigányként, Gaboreštyiként nevezik meg.
- A népcsoportok átalakulása további változatos módokon történhet. Olaszországban a Boszniából áttelepedett cigányok egy részéről elmondható, hogy nem eredeti származásuk szerint alkotnak közösséget, hanem jogi besorolásuk alapján. Származástól függetlenül egy közösséget alkotnak a bevándorlók, a čergastók, és egy másikat a menekült-státusszal rendelkező egykori háborús menekültek, a kaloperók. A két csoportnak adminisztratív okok miatt teljesen mások a társadalmi-gazdasági lehetőségei, ezáltal jelentősen különböznek életvezetési- és alkalmazkodási stratégiáik. A különbséget mind ők maguk, mind a nem cigány környezet számon tartja.

### Csoportfogalom a cigány identitás szemszögéből
„cigány” → beás → árgyelán → Q nemzetség → X család → X. Y.
„cigány” → xoraxane roma → erli → bugurdži → X család → Y. X.
„cigány” → sinti → sinti eftavagario → X család → Y. X.
„cigány” → čačo rom → lovari → lomis → X család → X.Y.
A cigányok etnikai identitása összetett, több szintű és több irányú.
- Egy cigány ember mindenekelőtt általában véve cigány. Hovatartozását elsőként valamelyik fő etnonimával fogja meghatározni: roma, szinti, káló stb.
- Azonban ez az „általános cigány” kategória nem önállóan létező. Valaki csak úgy lehet általánosságban roma, szinti, káló stb. ha konkrétan tagja valamely szűkebb cigány közösségnek, alcsoportnak is. Ha valaki sinti estraiharo családba születik bele, akkor ő mint sinti estraiharo ezáltal a tágabb sinti közösségnek is tagja. Másképpen így is fogalmazható: sinti az és csak az a személy lehet, aki egyben vagy a sinti estraiharo, a sinti piemontezi, sinti eftavagario vagy bármely más konkrét – szűkebb – szinti közösségnek tagja.
- Ezek az alcsoportok az identitás megfogalmazásánál mindig csak másodlagosan jutnak szerephez, mivel nem önálló identitást fogalmaznak meg, hanem csak konkretizálják, pontosítják a – valamely fő etnonimával megfogalmazott – általános identitást. Az alcsoportok további csoportokra osztódnak, egyre szűkülő körökkel jelölve ki a konkrét személy helyét a cigányságon belül. Például roma → xorahane roma → erli → bugurdži
- Az identitás meghatározásának legszűkebb körének a nagycsaládi-rokoni közösség számít. Több helyen ez még a hagyományos nemzetségi kategóriát jelenti, máshol ez már a modern idők hatására módosult, de a rokoni kötelék valamilyen formája mindenképpen hangsúlyos eleme a cigány identitás rendszerének.
- Az identitás horizontális aspektusa csoportszinten jelentkezik; és a többséghez, illetve a környezet más etnikumaihoz való viszonyulás értendő alatta. (Ez ugyan csak közvetve, de mégiscsak érinti a szócikk témáját, ezért az említés szintjén szólni kell róla). A környezethez való viszonyulás a teljes elfogadástól a teljes elutasításig széles skálán mozoghat. Az aškali csoport teljesen felvállalja környezete albán identitását, sokszor a cigány identitás rovására. A magyarcigányok viszont oly módon vállalják fel magyarságukat, hogy mellette párhuzamosan vállalják cigányságukat is. Ezzel szemben például a parizoske roma közösség minden szinten élesen elhatárolja magát a „gázsók világától". Bonyolítja a helyzetet, amikor egy közösségnek több etnikai kötődése is van. Ilyenek például egyes erdélyi cigány csoportok, amelyeket a cigány nyelv melletti második nyelvük a románsághoz, református vallásuk pedig a helyi magyar közösséghez köt.

## A cigányság etnonimái

### Fő etnonimák
A cigányság fő etnonimái alatt a legtágabb értelmű, minden konkrétabb megjelölés nélküli, nagy általánosságban használatos kifejezéseket értjük. Ezekből mindössze néhány létezik. Két csoportjuk van, a saját nyelvi kifejezések, illetve a nem cigány nyelvi elnevezések. A cigányság ez utóbbiakat is felvállalja és alkalmazza magára nézve – annál is inkább, mert sok cigányul már nem beszélő csoport létezik.

#### Saját elnevezések

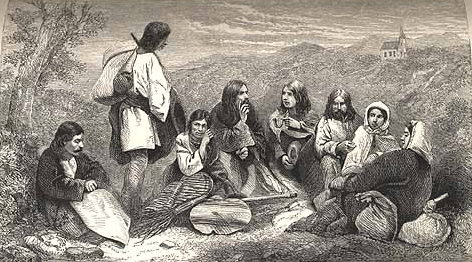
Cigány csoport Erdélyben, 1865

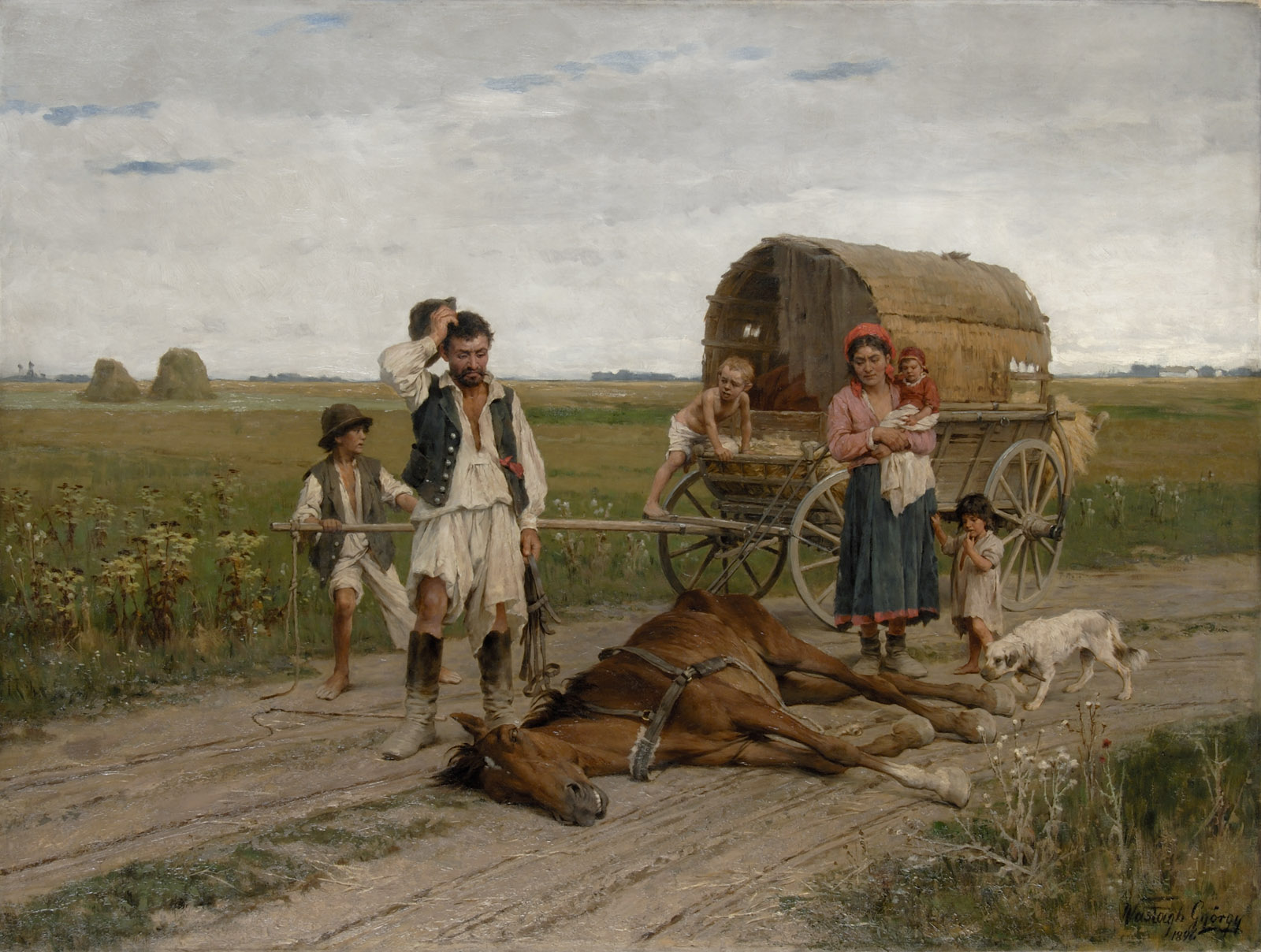
Vastagh György: Kárvallott cigány (olajfestmény, vászon, 127×169,5 cm, 1886)

- A lomavren nyelvű cigányok magukat lomnak, a domari nyelvűek domnak a romani nyelvűek legtöbb csoportja pedig magát romnak nevezi. Mindhárom szó jelentése : 'ember', 'cigányember', 'férfi' illetve 'férj'. A többi romani nyelvű csoport saját elnevezései: romničal, romničel; kalo, kale, manuš vagy sinti. A romničal jelentése 'cigányember', a romni a rom főnévből képzett melléknévi alak; a kifejezést Nagy-Britanniában és az USA-ban alkalmazza egy szűkebb csoport. A kalo jelentése 'fekete', többes számú kale alakban a finnországi cigányok egy csoportja, az egyes számú kalo alakot pedig az Ibériai-félsziget cigányai használják. Érdekes, hogy ez utóbbiak bár a romani nyelvet már nem beszélik, eredeti önelnevezésük megmaradt. Ugyancsak kalónak nevezi meg magát egy archaikus nyelvjárást beszélő kis csoport Walesben. A sinti kifejezést a nyugat-európai cigány csoportok többsége alkalmazza magára. Jelentése nehezen lefordítható kb. 'társ', 'azonos csoportbéli' időnként használatos 'rokon' és 'útitárs' értelemben is (a szerbiai szintó/szinti cigányok általában ebben az értelemben használják, ezzel is jelölve mindenkinek, hogy az őseik együtt utaztak a világban). A manuš jelentése 'ember', 'férfi', a franciaországi sintik egy szűkebb csoportja használja a sinti szóval párhuzamosan.
- A világ minden cigány közösségét magába foglaló etnonima megalkotására már az 1930-as években felmerült az igény, de ez akkor még nem valósult meg. Az áttörést a Londonban, 1971. április 8-12. között megtartott Első Roma Világkongresszus jelentette. Az ott jelenlévő, különböző cigány népcsoportokhoz tartozó küldöttek konszenzussal elfogadták, hogy a világ összes cigány népcsoportjának és cigány származású emberének közös hivatalos elnevezése attól kezdve a rom többesszámú alakja, azaz a roma. Ezek után az 1970-es évektől a roma kifejezés, mint a nemzetközi cigányság összefoglaló elnevezése, fokozatosan próbál beépülni más nyelvek szókincsébe is, ezt azonban az emberek többsége a nyelvüktől idegen, mesterségesen létrehozott fogalomnak tartja.

#### Nem cigány elnevezések
- A magyar „cigány” elnevezés eredetije a görög ατσινγανος „atszinganosz”, amelynek jelentése 'érinthetetlen'. Feltehetően egy olyan pogány vagy eretnek vallási közösségre vonatkozott, amely tagjaival a keresztényeknek nem volt szabad érintkezniük, vagy már eleve Indiából akként vándoroltak el. Az, hogy a cigányságnak ténylegesen köze volt-e egy ilyen közösséghez, tudományosan nem igazolt, mindenesetre az akkori (11. sz.) közvélekedés valami oknál fogva azonosította a cigányságot velük. A kifejezés több európai nyelvbe is beépült, ilyenek például a délszláv cigani, a román ţigani, a cseh cikáni, francia tsiganes, az olasz zingari, a német zigeuner, a svéd zigenaren, a portugál ciganos, a spanyol zincali stb. Különböző alakjaiban ez a szó vált világszerte az egyik legelterjedtebbé a cigányság megnevezésére. A kifejezéssel maguk a cigányok is azonosulnak.
- A másik nemzetközileg legelterjedtebb hagyományos megnevezésnek eredeti jelentése „egyiptomi”. Ilyenek például a következők: az albán evgjit, jevg, a görög ejiftos, giftoi, a délszláv gipćan, gupćan, egjupci, a francia gitans, a spanyol gitanos, az angol gipsy, gypsy stb. A magyar nyelvben ennek megfelelően a „fáraók népe", „fáraók ivadéka" voltak hagyományosan használatban. A szó oda vezethető vissza, hogy évszázadokig egyiptomi eredetűnek tartották cigányságot. (Ma már közismert, hogy a cigányság Indiából származik, Egyiptom csupán a cigányság egyik ágának volt hosszabb-rövidebb ideig hazája a Balkán-félszigetre való áttelepedés előtt.) E kifejezéssel is azonosulnak a cigányok.
- Az elnevezések harmadik csoportja nem vált nemzetközivé, csak szűkebb körben használatos, és maguk a cigányok sem feltétlenül azonosulnak velük. Ezek az elnevezések eredetileg más népek neve: bohémiens ~ csehek, ungarós ~ magyarok, tattare ~ tatárok.

### Az alcsoportokra vonatkozó etnonimák
A különböző alcsoportok megnevezései egy rendkívül összetett rendszert alkotnak. A szisztéma mind horizontálisan, mind vertikálisan tagolt. A horizontális tagolódás az elnevezési szempontok sokféleségéből adódik; a vertikális pedig abból, hogy az egyes alcsoportok sok esetben további kisebb csoportokra tagolhatók, illetve magasabb egység alá sorolhatók be. Jelen esetben – terjedelmi okokból – csak az etnonimák elnevezés szerinti típusait soroljuk fel:
- Életmódra vonatkozó elnevezések. Ilyenek az arli, törökül 'letelepedettet' jelent; a vatrás románul 'tűzhelyes', a kheretuno cigányul 'házas' jelentéssel bír. A cerhar cigányul, a čergar pedig egyes cigány nyelvjárásokban és délszláv nyelvekben 'sátorost' jelent. Az arab eredetű gurbet jelentése 'csavargó', 'vándorló'.
- Hagyományos foglalkozásra utaló elnevezések: kazandži – kazánkovács, khelderaš – üstkészítő, üstfoltozó, lavutar – zenész (lavuta: hegedű, vagy más balkáni vonós hangszer), mečkar – medvetáncoltató, košinčar – kosárfonó, gurvari – ökörhajcsár, kalajdži – ónozó, kolompár – harangöntő, rudari – (arany)bányász, lomis – használt áruval vásározó
- Vallási alapú elnevezések: a xoraxane roma (török cigány) elnevezés egyik jelentéskörébe az iszlám vallású cigányok tartoznak bele, szemben dasikane roma kifejezéssel, mely a balkáni ortodox vallású cigányokat jelenti. Spanyolországban használatos az „allelujás" kifejezés a különböző pünkösdi karizmatikus keresztény vallású cigányok zárt közösségeire.
- A nem cigány környezetre utaló elnevezések: orosz cigány, magyarcigány, oláhcigány, román cigány (nem azonos az előzővel), török cigány, szerb cigány stb. Ezek az elnevezések sok nyelvben léteznek, többek között a romaniban is.
- Lakóhelyre vonatkozó elnevezések, mint pl. parizoske roma – párizsi cigányok, cerovski cigani – cerovi cigányok. Sok esetben az elnevezés egy korábbi lakóhelyre utal: sinti piemontezi – piemonti szintik , mačvaja – a szerbiai Mačva városából Amerikába kivándorolt cigányok.
- Vagyoni helyzetre, társadalmi presztízsre utaló elnevezések: goli cigani – nincstelen, 'mezítelen' cigányok, lovari – pénzes cigányok, zlatari – arannyal rendelkező cigányok, ustalar – mesterek stb.
- Pejoratív elnevezések. Ezek utalhatnak bizonyos esetben konkrét mesterségre is, de ezekhez automatikusan pejoratív értelmezés is társulhat: grobari – sírásók, dugari – dögeltakarítók, bajčari – disznóhús-árusok, melale – piszkosak.
- Nagyon sok az ismeretlen eredetű elnevezés: buhur, fičir, zagundži, cucuman, ajdi, zavrakči, murtai stb.
- A csoportelnevezések legszűkebb kategóriáját a rokonsági (nemzetségi, nagycsaládi) elnevezések jelentik: Buznyarija, Dodolanya, Duceštyi, Petrešti. A cigány nyelvben az -ešti, -eštyi, -ešči végződések általában nemzetség-neveket jelölnek.

## A magyarországi cigány népesség nemzetiségi önbesorolása
A közbeszéd egységesen kezeli, nem ismeri a cigányság különböző csoportjait és nem is tesz különbséget azok között, annak ellenére, hogy legalább három jól elkülöníthető identitású csoport él Magyarországon, melyek magukat határozottan és büszkén megkülönböztetik egymástól.

### A nyelv hatása
Csaba Zoltán és Závecz Gergő a 2011-ben végzett, országos reprezentatív felmérés adatait használták. A cigány identitást magyarázó modelljükben bármely cigány nyelv ismerete pozitív hatással volt a cigány önbesorolásra, azaz kutatásuk szerint, ha valaki beszél valamilyen cigány nyelvjárást, akkor nagyobb eséllyel tartja magát cigánynak. A romungróknál ellentétes eredményre jutottak: kevésbé tartják magukat romungrónak azok, akik beszélik valamelyik cigány nyelvet. Ez alátámasztja Keménynek (1973) azt az eredményét, hogy a romungrókat magyar nyelvű cigánynak írja le.

### A társadalmi-gazdasági státusz hatása
Csaba és Závecz szerint a cigány népesség külső strukturális okokból fakadó társadalmi kirekesztődése miatt igaz az, hogy a magasabb iskolai végzettségű, kedvezőbb vagyoni és munkapiaci helyzetű cigányok kisebb valószínűséggel vállalják cigány származásukat. Itt különösen érdekes eredményekre jutott a szerzőpáros. Azon válaszadók, akik tanulók voltak, tehát iskolába jártak, azok kisebb valószínűséggel tartották magukat cigánynak, mint bármely más munkapiaci státusszal rendelkező válaszadó. Ez arra enged következtetni, hogy az iskolának lehet egy – ha csak időleges – asszimiláló hatása.

## Cigány népcsoportok országok szerint
(Az országok a magyar nevük szerinti ábécé-sorrendben vannak feltüntetve. A cigány népcsoportok neve a nemzetközi romani helyesírást követi, kivéve a beást, amely saját írása szerint băjás formában szerepel.)

 Afganisztán: luri, kurbet, kauli, džat, baluh, džalalal, pikradž, šadibar, bangula

 Albánia madžup, gabeli, katali, kurbat, gift, jevg stb.

 Algéria: helebi

 Amerikai Egyesült Államok: kelderaš, lovari, romungro, mačvaja, ludari, bašalde, blek-dač

 Angola: kalo

 Argentína: kalo, khelderaš, grekurija, rusurija, serbiaja, moldovaja

 Ausztrália: lovari

 Ausztria: burgenlanditka roma, sinti, lovari

 Azerbajdzsán: boša

 Belgium: manuš, sinti, cigány csoportok

 Bosznia-Hercegovina: gabel, gurbet

 Brazília: kalo, khelderaš, grekurija, rusurija, serbiaja, moldovaja, lovari, mačvaja, ragar, gurbet, xoraxane roma, băjás

 Csehország: khelderaš, serviko roma, romungro stb.

 Chile: kalo, mačvaja, khelderaš, rusurija, serbiaja, grekurija, moldovaja, ragar, gurbet, lovari, xoraxane roma, băjás

 Dánia: különböző csoportok

 Dél-afrikai Köztársaság: khelderaš

 Egyiptom: nawar, helebi, matakli, mirdžan, masalib, gandžar, bahlavanat, džamas

 Fehéroroszország: xaladitko roma

 Finnország: fintika roma

 Franciaország: kalo, manuš, sinti, khelderaš, lovari, čurari, xoraxane roma

 Görögország: xoraxane roma, erli, fičir, džambazo, mečkar, rudari, kalpazari, handuri, rumeli, filipidži, kacivel, jauz, lautar, slavljano-gift

 Grúzia: boša

 Hollandia manuš, sinti, cigány csoportok

 Horvátország venditka roma, băjás

 India: gadolija lohara, bandžara, dom

 Irak: luri, zott

 Irán: luri, kurbet, kauli, fiudž, karači, džat, suzman, mazangar, boša, krišmal, hadad, zargar

 Izrael: nawar

 Kanada: khelderaš, serviko roma, romungro

 Kazahsztán: mazang, luli, tavoktaroš

 Kína: khelderaš

 Kirgizisztán: mazang, luli, tavoktaroš

 Koszovó: aškali

 Lengyelország lovari, khelderaš, polska roma, bergitka roma, felditka roma, xaladitko roma, sasitka roma

 Lettország: lotfika roma

 Libanon: nawar

 Líbia: helebi

 Litvánia: lotfika roma

 Észak-Macedónia: arli, aškali, gurbet, džambazo

 Magyarország: romungro, lovari, cerhari, gurvari, mašari, khelderaš, čurari, drizdari, sinti, băjás

 Marokkó: helebi, kalo

 Moldova: vatraš, lingurari, kakaviari, ursari, lejaš

 Montenegró: gabel, gurbet

 Egyesült Királyság: romaničel, khelderaš, romugro, rudari, volšenengo kalo

 Németország: sinti csoportok, legkülönbözőbb cigány csoportok

 Norvégia: romničal

 Olaszország: roma abruzzeze, roma calabrese, roma napolitano, manusc, sinti piemontesi, sinti estraiaro, lovari chelderasc,
čurari, ursari, rudari, xoraxane roma

 Oroszország: ruskaja roma, lovari, khelderaš, sinti

 Örményország: boša

 Pakisztán: karači, luri

 Palesztina: nawar

 Portugália: kalo luzitano

 Románia: vatraš, kheretuno rom, ferar, lavutar, florar, karamibar, potkovar, vanzator, bradžitor, spoitoar, salahor, lakatuš, džambaš, khelderaš, lovari, čurari, pletoš, pejptanar, sitar, ursar, rudar, băjás

 Spanyolország: kalo kastelano, kalo katalano, kalo erromičela, khelderaš

 Svédország: fintika roma, lovari, khelderaš

 Szerbia: arli, gurbet, khelderaš, lovari, ursar, mečkar, džambazo, beli cigani, romungro, băjás

 Szíria: nawar

 Szlovákia: romungro, bergitko rom, serviko rom, lovari, bougešti, kurkešti, drizdari, sinti

 Szlovénia: vendicka roma

 Szudán: matakli

 Uruguay: kalo, khelderaš, grekurija, rusurija, serbiaja, moldovaja

 Ukrajna: serviko roma, krimitka roma, xoraxane roma, ursari, vlaxuri, plaščunuj, lovari, khelderaš

 Üzbegisztán: mazang, luli, tavoktaroš

 Tádzsikisztán: mazang, luli, tavoktaroš

 Tunézia: helebi

 Törökország: boša, sepeči, čingen, kibt, türkije čingen

 Türkmenisztán: mazang, luli, tavoktaroš

## Népcsoportok ABC-sorrendben
A, Á

Az európai cigányság hozzávetőleges létszáma

árgyelán: A →beások legnagyobb létszámú alcsoportja, döntően a Dél-Dunántúlon élnek. Nevük jelentése 'erdélyi' (a román ardeleanból), és esetleg korábbi lakóhelyükre utal.

aškali: Koszovóban és Makedóniában élő cigány csoport, erős albán kötődéssel. 

arli, arlija: →erli
B
bandžara: Indiai vándorló kereskedő, kézműves, mutatványos népcsoport. Egyes kutatók állítják, mások vitatják az európai cigánysággal való rokonságukat. Ők azonban messze felvállalják a cigánysággal való rokonságot, és aktívan részt vesznek a nemzetközi cigány mozgalmakban. Lásd: Bandzsárák 

beás: Elnevezésük saját nyelvükön bâjás, azaz 'bányász'. Archaikus román dialektust beszélő cigány népcsoport. Hagyományosan fakitermeléssel és faeszközök készítésével foglalkoztak. Nevük egy még korábbi foglalkozásukra utal. (v.ö.→rudari) Alcsoportjaik: →árgyelán, →muncsán és →ticsán. Magyarországon, Horvátországban, Szerbiában és Romániában élnek.

beli cigani: Fehér cigányok vagy szerb cigányok. A többi cigányoktól megkülönböztetik magukat, erősen kötődnek a szerb kultúrához. Magyarországon, Hajdúnánás városában elterjedt Oláh vezetéknévvel élő kisebbség is.

belžicka roma: Belga cigányok. Ők saját magukat →khelderašnak vallják, de a khelderašok ezt nem ismerik róluk el. A →lovarik →čuraroknak tartják őket. 

bergitka roma: A centrális nyelvi csoportba tartozó cigányok Lengyelország déli, és Szlovákia északi részén. 

blek-dač: "Black dutch", azaz 'fekete holland'. Zenész cigány csoport az USA-ban. 

boša: →lom

burgudži: Fúrókészítő. Az →erlik egyik alcsoportja.

C, Č

cerhari: Magyarországi →oláhcigány csoport. Jelentése: sátoros.

čačo rom: Jelentése 'igazi' vagy 'igaz cigány'. Az oláhcigányok mondják előszeretettel magukra, gyakrabban, mint a közismert oláhcigány illetve →vlašiko rom kifejezéseket. Bővebben: →vlašiko rom 

čergar: A szó jelentése romani nyelven és egyes délszláv tájnyelveken 'sátoros'. 1. Általánosságban vándorcigány a Balkánon. 2. Egy déli →oláhcigány népcsoport, főleg a volt Jugoszlávia területén.

čergasto: Menekült státusszal nem rendelkező, volt jugoszláviai bevándorló cigányok csoportja Olaszországban. v.ö. →calopero

čurari: Romániában, Magyarországon és újabban Nyugat-Európában élő →oláhcigány népcsoport nevük a čuri (rosta) vagy a šuri (kés) szóból származik. 

D

dasikano rom, dasiko rom: A balkáni ortodox vallású cigány csoportok gyűjtőneve. A das szó önmagában az ortodox nemcigányokat jelenti a balkáni cigány nyelvjárásokban. v.ö.→xoraxane roma 1.

dom: Az ázsiai – beleértve Indiát is – és észak-afrikai cigány népek önelnevezése és egyben gyűjtőneve. Nyelvük az európai romanival rokon domari. Indián kívüli alcsoportjaik: →luri, luli, nuri, nawar, →helebi, →zott, →karači, →kurbet stb. Sokan vándor életmódot folytatnak, általában kézművesek, kereskedők, zenészek. 

drindari: Posztókészítők, az →erli csoport alcsoportja.

džambaš, džambazo: Lókereskedők, balkáni →oláhcigány csoport, elsősorban Románia, Bulgária és Makedónia területén.

E 

eftavagario: A →sintik egyik alcsoportja.

erli: Másképpen arli, arlija, jerli. A török eredetű kifejezés 'letelepedettet' jelent. Bulgáriában, Szerbiában, Boszniában, Makedóniában és Görögországban élnek. Nagyobb részük iszlám vallású, ezért →xoraxane romának is nevezik magukat. Csoportjaik: kalajdži, burgudži, kovačija, drindari stb. 

estraiharo: A →sintik egyik alcsoportja.

F

fintika roma: Finn cigányok Finnországban és Svédországban. Nyelvük a romani északnyugati ágbába tartozik. 

G

gábor-cigányok: Főként Erdélyben élnek, eredetileg →khelderašok.

gadolija lohara: A kifejezés 'vándor kovácsot' jelent. Indiai csoport, mely más ottani csoportokkal összevetve nyelvében és szokásaiban a legtöbb párhuzamot mutatja az európai cigányokéval. Nem tisztázott, hogy önálló csoport-e, vagy a domok egyik alcsoportja.

gažikane roma: A bulgáriai →oláhcigányok különböztetik meg így magukat a →xoraxane ésdasikane cigányoktól

ghagar: →luri 

grekurja: Görögországból származó Dél-amerikai cigány népcsoport. Eredetileg a →khelderašokhoz tartoztak. 

gurbet: Eredetileg vándorló →oláhcigány csoport főleg Bosznia és Szerbia területén. v.ö. →kurbet, →kurbat

H

helebi: Magát dom-nak nevező, észak-afrikai cigány csoport. Legnagyobb létszámban Egyiptomban élnek, kb. kétmillióan. 

hinsnar: A kis létszámú magyarországi →sintik egyik alcsoportja.

I

indiai cigányok: Különböző kutatók más-más csoportokat tekintenek a cigányság indiai rokon népeinek. Közülük három csoport mindenféleképpen számításba veendő: 1) A →domok, akik a romanival rokon domavren nyelvet beszélik, kisebb-nagyobb csoportjai az Indiától Európáig húzódó területen rendre megtalálhatók. Indiában a létszámuk húsz-harminc millió közötti. 2) A →gadolija lohara csoport nem csak nyelvi, hanem egyéb kulturális párhuzamokat is mutat az európai cigánysággal. 3) A →bandžarák, akik egyértelműen cigánynak tekintik magukat, és bizonyos nyelvi-kulturális párhuzamok valóban fennállnak. E három mellett különböző kutatóknál még a következő népek és csoportok neve merült fel, mint a cigányság lehetséges ősei illetve rokonai: bamt, beldar, garod, gasa, guduli, kalbaheri, kolhat, lad, madar, malar, mianual, odk, pendar, sas, sikalgar 

J

jerli: →erli

K

kalajdži: Ónozó. Balkáni cigány csoport, az →erli csoportba tartoznak.

kalo: Az Ibériai félszigeten élő, illetve onnan kivándorolt cigány csoportok, nevük jelentése cigány nyelven 'fekete'. Cigányul már nem beszélnek, nyelvük a „káló" az ún. para-romani nyelvek csoportjába tartozik. Nyelvjárásai egyben a népcsoportokat is meghatározzák, így létezik kalo kastelano (spanyol káló), kalo katalano (katalán káló), kalo luzitano (portugál káló), kalo erramičela (baszk káló) és kalo braziliano (brazil káló).

kalopero: Menekült státusszal rendelkező, volt jugoszláviai cigányok alkotta csoport Olaszországban. v.ö. →čergasto

kanasteros: Eredeti jelentése kosárfonó. Andalúziában a hagyományosabb életmódot folytató, kevésbé beilleszkedett cigányok megnevezése. A flamenco jeles művelői általában közülük kerülnek ki. v.ö. →kaseros 

karači: Iráni cigány népcsoport, magukat →domnak nevezik.

kárpáti cigány: 1. Nyelvjárás a romani nyelv első rétegének centrális csoportjába tartozik. Magyarország, Románia, Szlovákia, Csehország, Lengyelország egyes cigány csoportjai beszélik. 2. Jelenti az ilyen nyelvjárást beszélő csoportokat, bár mint népcsoport-elnevezésként ritkán használatos. Tkp. a pajibano csoport leszármazottai.

kaseros: Jelentése letelepedett. Andalúziában a beilleszkedettebb, kevésbé hagyományos életmódot élő cigányok megnevezése. v.ö. →kanasteros

kazandži: Kazánkészítők. Az →erli csoportba tartozó balkáni cigányok.

khelderaš, khelderari: Üstfoltozó. Nemzetközileg az egyik legjelentősebb →oláhcigány csoport, gyakorlatilag minden kontinensen megtalálhatók. 

kheretuno rom: →vatraš

košinčar: Kosárfonó. Balkáni →oláhcigány csoport.

kovačija: Kovácsok, az →erlik egyik alcsoportja.

kramario: Sinti kramario. A →sintik egyik alcsoportja.

krimitka roma: Krím-félszigeti cigány csoport. Nyelvük a romani balkáni ágához tartozik.

kurbat: Albániai cigány népcsoport. v.ö. →gurbet, →kurbet 

kurbet: További alakok: kurbat, korbat, gorbat, gurbet. Arab eredetű szó, 'vándorlót', 'csavargót' jelent. Több népscoportot neveznek így az India és Kis-Ázsia közti területen. v.ö. →gurbet, →kurbat

L

lom: Örménycigány. Zömmel a történelmi Örményország területén élnek, nyelvük a domarival és romanival rokon lomavren. A csoport másik – török eredetű – elnevezése a boša vagy poša.

lombarda: Sinti lombarda. A →sintik egyik alcsoportja.

lotfika roma: Lett cigányok. A baltikumban élnek, nyelvük az első réteg északkeleti ágához tartozik.

lovari: (a.m. pénzes) Az →oláhcigányok egyik nemzetközileg is legjelentősebb csoportja. Hagyományosan kereskedők. Magyarországon az ő nyelvjárásuk a domináns, megfigyelhető más dialektusok hozzáidomulása. 

luri: A szó további változatai a luli és a nuri, ez utóbbinak többes számú alakja a nawar vagy ghagar. Több, egymástól többé-kevésbé elkülönült cigány csoportot neveznek ezen kifejezések valamelyikével, akik Belső-Ázsiában, az egykori Perzsia területén és a Közel-Keleten élnek. Ők saját magukat elsődlegesen →domnak nevezik. Nyelvük a domari, vagy annak egy elarabosodott változata. 

M

magyarcigány: →romungro

manuš: A →sintik egy csoportja, akik a sinti és a manuš szavakat párhuzamosan alkalmazzák magukra nézve. A szó eredeti jelentése 'ember'. Legnagyobb számban Franciaországban élnek. 

mečkar: →ursar 

moldovaja: Moldavából származó Dél-amerikai cigány népcsoport. Eredetileg a →khelderašokhoz tartoztak. 

mucino: A →sintik egyik alcsoportja Olaszországban.

muncsán: A →beások egyik alcsoportja. Baranya megye déli részén és Horvátországban élnek. Nyelvük alapvetően közelebb áll a mai román köznyelvhez, mint az →árgyelánoké, de jelentősebb délszláv hatás érte. Nevük jelentése 'munténiai', vagyis 'havasalföldi' (a román munteanból).

muzsikus: →romungro

N, Ny

nawar: →luri 

nuri: →luri

nyamcicka roma: 'Német cigányok': a →sintik →oláhcigány elnevezése.

O

oláhcigány: Vlašiko rom, bár manapság inkább a čačo rom, azaz 'igazi cigány' kifejezést alkalmazzák magukra. A 19. században rajzottak ki román nyelvterületről és jelentek meg Európa-szerte, sőt, az Újvilágban is. Nyelvjárásaik alkotják a romani nyelv harmadik, legújabb rétegét. Két csoportjuk van, a déli és az északi. A déli esetében hagyományosan népcsoportokról beszélünk, mint további alcsoportokról (→gurbet, →džambazo, →čergar stb.) az északi csoport esetében pedig törzsekről (→lovari, →khelderaš, →cerhari stb.)

P

pajibano: A →romungrók ősei. 

polska roma: Lengyelországi cigány csoport, nyelvük az északnyugati csoportba tartozik.

poša: →lom

R

roma abruzzese: Abruzzói cigányok, Olaszországban élnek. Eredeti nyelvük a balkáni ághoz tartozik, közel áll a többi Dél-olaszországi cigány dialektushoz.

roma calabrese: Calabriai cigányok, Olaszországban élnek. Eredeti nyelvük a balkáni ághoz tartozik, közel áll a többi Dél-olaszországi cigány dialektushoz.

roma napolitana: Nápolyi cigányok, Olaszországban élnek. Eredeti nyelvük a balkáni ághoz tartozik, közel áll a többi dél-olaszországi cigány dialektushoz. 

román cigány Nem azonos az →oláhcigánnyal. Letelepedett, románul (is) beszélő (de nem azonosak a →beásokkal sem). A kifejezés csak a magyar nyelvben használatos, romániai környezetük →vatrašnak vagy kheretunonak hívja őket. 

romungro: Más néven magyarcigány vagy muzsikus. Magyar nyelvterületen élő cigány népcsoport. Eredeti nyelvük a kárpáti cigány nyelvjárás, ezt azonban hazánkban már csak néhány településen, Erdélyben és a Felvidéken szélesebb körben beszélik. Hagyományos foglalkozásaik: zenészek, szegkovácsok, patkolókovácsok, vályogvetők. 

rudari: Görögországban, Bulgáriában és Romániában élnek, nyelvük nem a cigány, hanem egy régies román nyelvjárás. Nevük jelentése 'bányász'. v.ö.→beás

ruskaja roma: Oroszcigány. Oroszországban élnek, nyelvük az északkeleti ágba tartozik.

rusurja: Oroszországból származó Dél-amerikai cigány népcsoport. Eredetileg a →khelderašokhoz tartoztak.
S, Š

serburja: Szerbiából származó Dél-amerikai cigány népcsoport. Eredetileg a →khelderašokhoz tartoztak. Nem azonosak a szintén szerbiai →mačvaja csoporttal. 

serviko roma: Szlovákiai csoport, a →pajibanoval rokon. Hagyományosan zenészek, szegkovácsok, patkolókovácsok, vályogvetők.

sinti: 
 A szó eredeti jelentését a 'társ', 'csoport-béli', 'rokon' szavakkal lehet körülírni. Alternatív elnevezéseik a németcigány illetve ugyanebben azértelemben a romani nyamcicko rom. Az első nyelvi réteg északnyugati ágához tartozó csoport. Döntően Franciaországban, a Benelux államokban, Észak-Olaszországban, Németországban és Ausztriában élnek, de kisebb szórványaik megtalálhatóak más országokban is. Jelentős hányaduk vándorol, vagy hosszabb-rövidebb ideig él csak egy helyben, utána máshol telepedik meg. Csoportjaik: manuš, eftavagario, estraiharo, piemontezi, lombarda, mučino stb., hazánkban a hinsnar és a šlejfar 

sinti piemontezi: A →sintik egyik alcsoportja.

spoitori Ónozók. Nagyobb városok peremkerületeiben élnek Románia-szerte.

šlejfar: A kis létszámú magyarországi →sintik egyik alcsoportja.

T

ticsán: A →beások (teknővájók) legkisebb létszámú csoportja, a Tisza-mentén élnek.

U

ursar: Medvetáncoltató cigányok, a Balkánon sokfelé megtalálhatók. Egyes csoportjaik ursar mások mečkar néven ismertek, és vannak csoportok, melyekre a két kifejezést párhuzamosan alkalmazzák

V

vatraš: 'Tüzhelyes' cigány, más néven kheretuno azaz 'házas'. A romániai letelepedett cigányok elnevezése. A csoport nem homogén, román nyelvterületen a →román cigányokra erdélyi magyar nyelvterületen pedig a →magyarcigányokat értik alattuk. Mindkét csoportra jellemző, hogy egyes közösségeik még beszélik, mások pedig már nem beszélik a cigány nyelvet.

vextosari Régiségkereskedők. Balkáni →oláhcigány csoport.

vlaxo rom: Két, egymásnak ellentmondó értelemben is használatos. 1. A vlašiko rom változataként a jelentése →oláhcigány 2. A szó másik értelmezése pedig éppen a vlašiko rom kifejezéstől határolódik el, és jelenti a →román cigányokat (szemben a más csoportra vonatkozó oláhcigány kifejezéssel).

vlašiko rom: →oláhcigány

X (hh,χ)

xaladitko roma: Az északkeleti nyelvi csoportba tartozó cigányok Lengyelországban és Fehéroroszországban.

xorahane roma: A kifejezés jelentése 'török cigány', és több értelemben használatos. 1. Általában Balkán iszlám vallású cigányait jelenti, nyelvjárástól, szűkebb népcsoporttól függetlenül. v.ö. →dasikane roma. 2. Bulgáriában jelenti azokat a cigányokat, akik az Oszmán Birodalom széthullása után fokozatosan keresztény hitre tértek, de nevükben a mai napig őrzik korábbi vallásuk emlékét. 3. Azok a cigány csoportok, melyek a romani nyelv mellett a török nyelv archaikus változatát is megőrizték. Ilyen csoportok élnek Romániában, Bulgáriában, Makedóniában és Görögországban. 4. Török cigánynak nevezik azokat a törökországi cigányokat, akik cigányul már nem beszélnek csak törökül. Ők saját magukra természetesen nem a cigány nyelvű xoraxane roma, hanem a török čingen, türkije čingen kifejezést alkalmazzák.

Z

zargar: Iráni cigány népcsoport, mely hosszabb európai tartózkodás után telepedett ott meg. Nyelvük a romani balkáni ágához tartozik.